# テレマコスとエウカリスの別れ
『テレマコスとエウカリスの別れ』（テレマコスとエウカリスのわかれ、仏: Les Adieux de Télémaque et d'Eucharis, 英: The Farewell of Telemachus and Eucharis）は、フランスの新古典主義の巨匠ジャック＝ルイ・ダヴィッドが1818年に制作した神話画である。油彩。主題はホメロスの叙事詩『オデュッセイア』に触発されたフランソワ・フェヌロンの1699年の小説『テレマックの冒険』（Les Aventures de Télémaque）から採られている。ブリュッセル亡命後2番目に制作された神話画で、『キューピッドとプシュケ』（Cupidon et Psyché）と『アキレウスの怒り』（La Colère d'Achille）の間に描かれた。ドイツの政治家・美術収集家フランツ・エルヴァイン・フォン・シェーンボルン＝ヴィーゼントハイトによって購入された。現在はカリフォルニア州ロサンゼルスのJ・ポール・ゲティ美術館に所蔵されている。

## 主題
フェヌロンの『テレマックの冒険』はホメロスの『オデュッセイア』に登場するイタケの英雄オデュッセウスの若い息子テレマコスを主人公とする物語である。テレマコスは『オデュッセイア』と同様にトロイア戦争に赴いたまま10年以上もの間帰国しない父オデュッセウスを探すため、父の臣下であり友人であったメントルに変身した知恵の女神アテナ（ローマ神話のミネルヴァ）とともに旅に出発する。その過程でテレマコスは嵐に遭遇し、かつてオデュッセウスが暮らした女神カリュプソの島にたどり着く。カリュプソに歓迎されたテレマコスはピュロスとスパルタへの旅をはじめ、これまでの冒険の話をする。この島でテレマコスはカリュプソの従者エウカリスと恋に落ちるが、父を探し続けるために彼女のもとを去る。

## 制作経緯
ダヴィッドは1816年にブルボン家がフランスの王位に復帰し、ブリュッセルに亡命したのち、『テレマコスとエウカリスの別れ』の制作に開始した。ダヴィッドが自らの意志で制作を開始したのか、無名の後援者がダヴィッドにこの題材を提案したのかはよく分かっていない。1817年から1818年初頭にかけて、シェーンボルン伯爵はダヴィッドが本作品の制作に取り組んでいることを聞きつけて、ブリュッセルにあるダヴィッドの新しいアトリエを訪れ、作品の購入について話し合った。シェーンボルン伯爵が絵画の購入に同意したのち、ブリュッセルの新聞『ラ・オラクル』（L'Oracle）で発表された。そこには「この絵画はそれが制作されたバイエルン出身の大貴族のために贈られる予定である」と書かれていた。この声明は購入者の匿名性を維持しながら、著名人が作品を所有することを強調していた。

## 作品

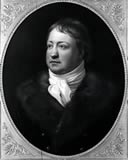
購入者のシェーンボルン伯爵。

ダヴィッドはカリュプソの島の洞窟で恋人エウリカスに別れを告げるテレマコスを描いている。金髪の青年テレマコスは別れを惜しむ表情で、あるいは夢見るような視線で鑑賞者を見つめ、エウカリスの太股の上に右手を乗せ、左手で槍を真っ直ぐに持っている。テレマコスは身体を鑑賞者の側を向けており、青いチュニックが開いて胴体の肌が露わになっている。肩には角笛をかけており、画面右では1匹の犬がテレマコスを見上げている。矢筒を身に着けたエウカリスはテレマコスの隣に真横の角度で座り、恋人の首に手を回しながら、諦めたように優しく横顔をテレマコスの右肩に押し当てており、テレマコスもまた愛おし気に頭をエウカリスのほうに傾けている。このようにダヴィッドは男性の正直さと女性の感情を対比させている。
ダヴィッドは人物像が可能な限り生き生きと見えることを確実にするため、テレマコスとエウカリスを実物のモデルに基づいて描いた。絵画のシーンは『テレマックの冒険』に基づいているものの、物語の特定の出来事を描いているわけではない。美術史家メアリー・ヴィダル（Mary Vidal）によると、この作品は2人の恋人の間の「礼儀正しく心からの愛情」を捉え、より良い自己理解のためにテレマコスの憧れとエウカリスの思慕を示すことによって「人生の旅の寓意」を提供することを意図していた。フェヌロンの作品はホメロスの『オデュッセイア』に触発されたと言われており、古典的な伝統はダヴィッドの『テレマコスとエウカリスの別れ』の様式と主題の両方に影響を与えた。

### 様式

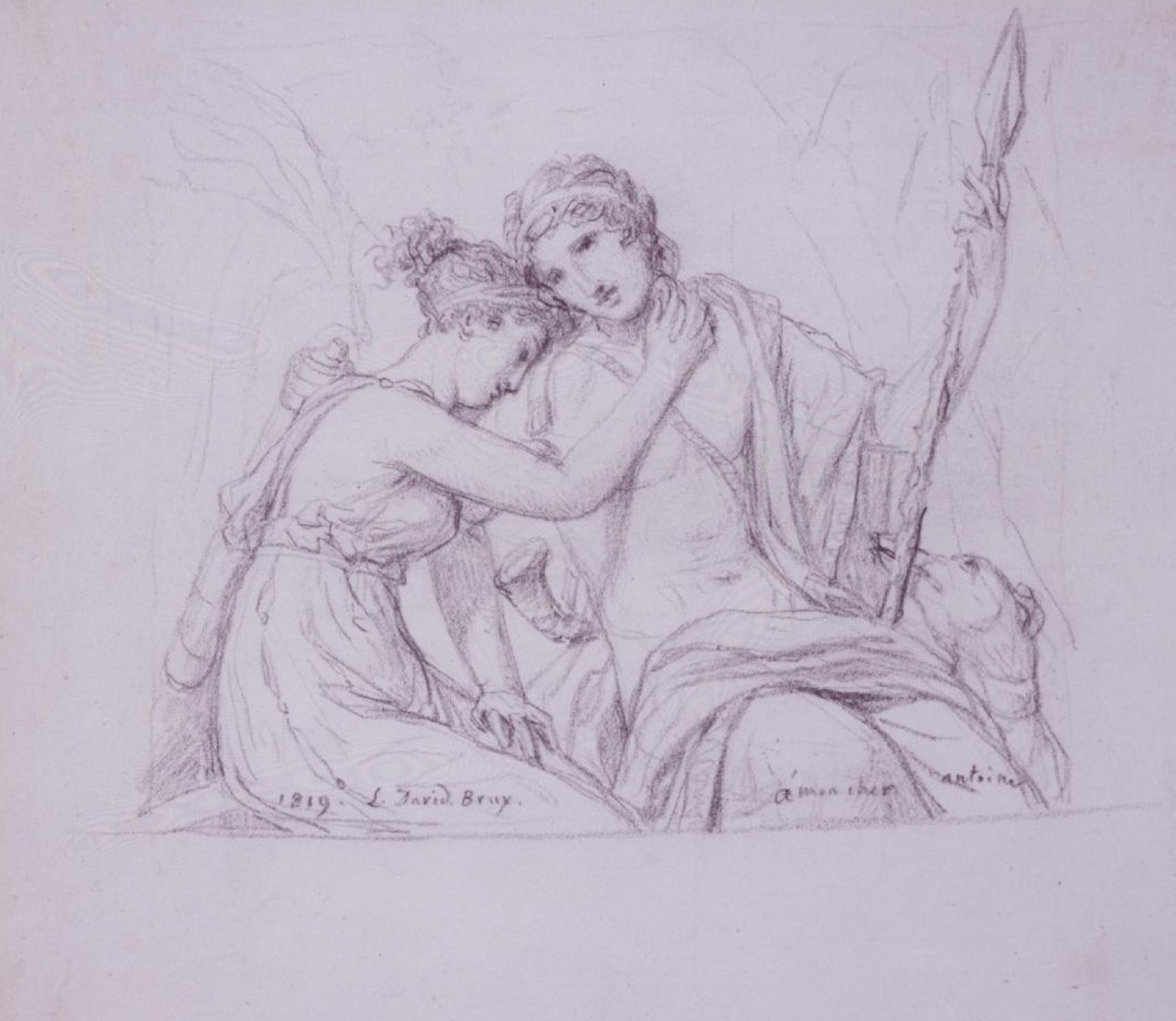
本作品後に制作された素描。1819年。

ダヴィッドの他の作品の多くと同様に『テレマコスとエウカリスの別れ』は新古典主義の作品である。人物の鮮明さ、古典的な主題、大胆な配色は、新古典主義の伝統の良い範例となっている。しかしながら、他の新古典主義の作品にはない特徴として、人物を突然を切り取っている点があり、それが批判と賞賛の両方を引き起こした。ドイツの作家ゲオルク・クリスティアン・ブラウン（Georg Christian Braun）はダヴィッドの慣例にとらわれない図像の切り取りは「歴史画的な構図には不向き」であると主張した。最近の評論では、複雑な感情の描写からこの作品を「プレ・ロマン主義的」と評している。

### 人物像
美術史家メアリー・ヴィダルは、ダヴィッドはフェヌロンの物語の中心テーマであるテレマコスの「自身の人間性の触媒的経験」を表現したかったと主張している。物語の中でテレマコスは義務と情熱の選択に直面しており、ヴィダルによれば、ダヴィッドの絵画はエウカリスと一緒にいたいという若い頃の願望を諦めることで経験する痛みを描いている。ダヴィッドが恋人たちに焦点を当て、周囲の詳細な描写を省いているため、鑑賞者は各人物の感情について考えることを強いられる。絵画に描かれたテレマコスを見上げる犬は鑑賞者の注意をこの人物に引き付けさせる。詳しく見ると、鑑賞者はテレマコスが経験する憧れと悲しみを特定することができる。テレマコスは父親を探すという英雄的な決断をしたが、エウカリスを置き去りにしなければならないことに明らかに取り乱している。エウカリスも同様の悲しみを表現しており、テレマコスの顔に触れる繊細な仕草で、作品にロマン主義的な強烈さの感覚を与えている。

### 色彩と服装
ダヴィッドは暗い背景に鮮やかな原色を使い、主要人物に注目を集めている。金色のディテールは、エウカリスとテレマコスが持つ矢筒と角笛を強調し、彼らが狩人であることを示している。ディテールはギリシアとローマの芸術にも影響を受けている。エウカリスは狩猟と純潔の女神アルテミスと比較できる狩猟用具を身に着けている。その一方で、部分的にしか衣服を着ていないテレマコスは裸体で描かれることが多い古典的な英雄を思い起こさせる。古典的な美徳に属する人物に言及することで、ダヴィッドは人物間の関係には単なる愛欲ではなく、真の感情的なつながりが含まれていることを伝えている。

## 当時の反応
絵画はシェーンボルン伯爵に届けられる前に様々な場所で展示された。1818年6月にヘント王立芸術文学協会（Société Royale des beaux-arts et de littérature de Gand）で初めて一般公開された。この展覧会は約1週間続く予定であったが、ヘント王立美術アカデミーの会長ピエール＝ギヨーム＝ヤン・ファン・ハッフェルがダヴィッドに展示期間の延長の許可を求めたため、絵画は6月20日までヘントに留まった。6月23日から7月12日までホスピスを支援するチャリティーイベントの一環としてブリュッセルの美術館で展示された。この絵画はパリでは展示されなかったが、ヘントとブリュッセルでの展覧会では好評を博した。ダヴィッドの弟子の1人であったジョゼフ・デニス・オデヴァエールは「自然の作品」と評し、作品の「輝き」と「色の繊細さ」を称賛する評論を書いた。

## 来歴
絵画は1818年にシェーンボルン伯爵によって画家本人から購入された。絵画は所有者が死去した1840年に息子のエルヴァイン・フーゴ・フォン・シェーンボルン＝ヴィーゼントハイト（Erwein Hugo von Schönborn-Wiesentheid）に相続された。この人物が1865年に死去すると、競売を経てアントウェルペンのウェーバー・デ・トゥルエンフェルス（Weber de Truenfels）、さらにドイツ系ユダヤ人の慈善家モーリツ・フォン・ヒルシュの手に渡った。ヒルシュが1896年に死去すると、翌1897年にロンドンのクリスティーズで売却され、美術収集家エドウィン・マリオット・ホジキンス（Edwin Marriott Hodgkins）によって購入された。その後、ホジキンスは1919年に絵画を手放し、デニス・コチン男爵（Baron Denys Cochin）、ベルネーム＝ジューヌ画廊を経て、1941年にジャック・レオン・スターン （Jacques Léon Stern）の手に渡り、スターンの1950年の競売でラ・パッセ社（La Passe, Ltd.）によって購入された。その後、絵画はしばらくウルグアイの個人コレクションに属していたが、1986年にペドロ・ソアリン・ボス（Pedro Soarin Bosch）に売却された。さらにこの人物は翌年にニューヨークのサザビーズで競売にかけ（ロット番号126）、J・ポール・ゲティ美術館によって購入された。

## 素描
本作品ののち、ダヴィッド同様に亡命していた友人のアントワーヌ・クレール・ティボードー伯爵のために1819年に制作された。黒チョークを使用して描かれている。

## 複製
1818年にダヴィッドのオリジナル作品が完成したのち、1822年にフランスの女流画家ソフィー・フレミエによって複製が制作された。ダヴィッドの弟子であったフレミエは、この『テレマコスとエウカリスの別れ』の第2のバージョンをダヴィッドの指導の下で制作した。フレミエはブリュッセルでの亡命中にダヴィッドが描いた様々な作品の複製を制作し、独立した芸術家としての地位を確立し始めると、彼の作品を綿密に研究した。フレミエの複製は1822年にフランスの出版社ディドによって購入された。その後、ダヴィッドのオリジナル作品がドイツにあった間に、パリで開催された1846年のバザール・ボンヌ＝ヌーベル展（Exposition du Bazar Bonne-Nouvelle）で展示された。

## ギャラリー
ダヴィッド後期の他の神話画

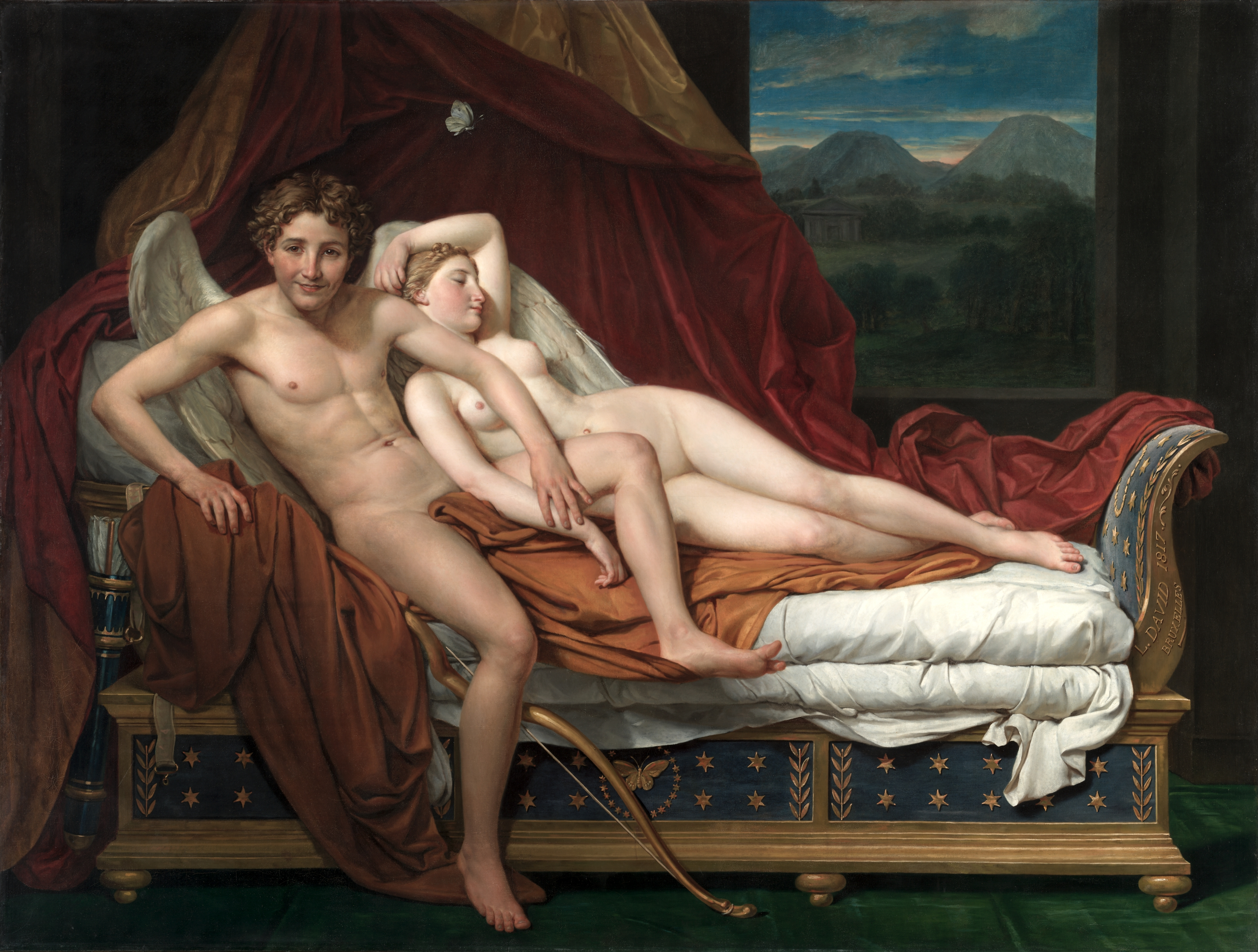
『キューピッドとプシュケ』1817年 クリーブランド美術館所蔵
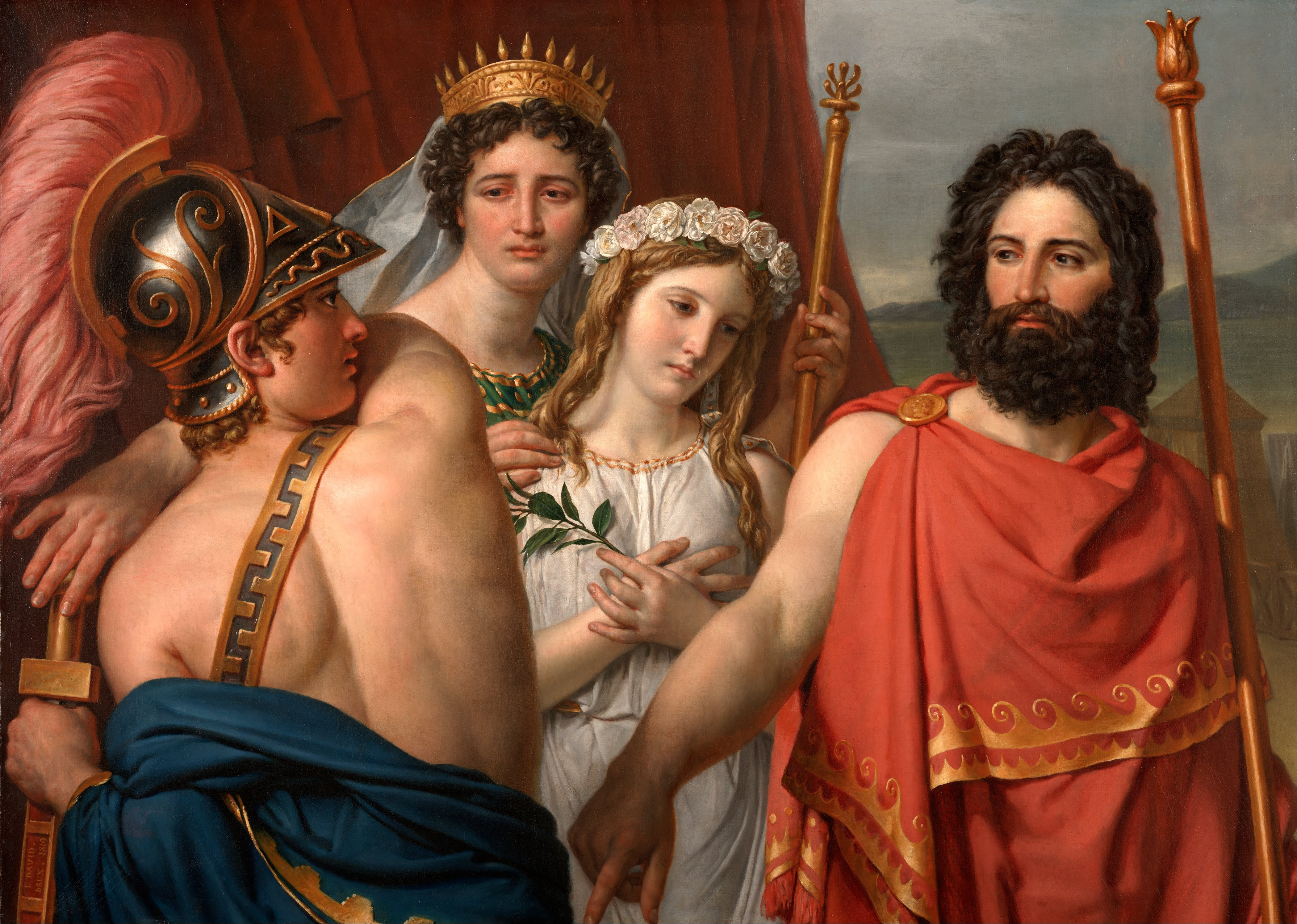
『アキレウスの怒り』1819年 キンベル美術館に所蔵